# 佐藤一子
佐藤 一子（さとう かつこ、1944年8月19日 - ）は、日本の教育学者、東京大学名誉教授。

## 略歴
東京都目黒区生まれ。東京都立新宿高等学校卒、1967年東京大学教育学部教育行政学科卒業、1974年同大学院教育学研究科博士課程単位取得退学。1976年埼玉大学教育学部講師、1979年助教授、1992年教授、1993年東京大学教育学部（のち教育学研究科）教授、2007年定年退任し、名誉教授、法政大学キャリアデザイン学部教授となる。2015年退職。専門は社会教育学・生涯学習論。読売教育賞審査委員、葛飾区くみんカレッジ理事。 

## 著書
- 『イタリア文化運動通信 ARCI・市民の担う文化プログラム』合同出版 1984
- 『文化協同の時代 文化的享受の復権』青木書店 1989
- 『生涯学習と社会参加 おとなが学ぶことの意味』東京大学出版会 1998
- 『子どもが育つ地域社会 学校五日制と大人・子どもの共同』東京大学出版会 2002
- 『現代社会教育学 生涯学習社会への道程』東洋館出版社 2006
- 『イタリア学習社会の歴史像 社会連帯にねざす生涯学習の協働』東京大学出版会 2010
- 『地域文化が若者を育てる 民俗・芸能・食文化のまちづくり』series田園回帰 農山漁村文化協会 2016
- 『「学びの公共空間」としての公民館 九条俳句訴訟が問いかけるもの』岩波書店 2018

### 共編著
- 『文化協同のネットワーク』編. 青木書店 1992
- 『子どもの文化権と文化的参加 ファンタジー空間の創造』増山均共編 第一書林 1995
- 『NPOと参画型社会の学び 21世紀の社会教育』編著. エイデル研究所 2001
- 『世界の社会教育施設と公民館 草の根の参加と学び』小林文人共編著 エイデル研究所 2001
- 『生涯学習がつくる公共空間』編. 柏書房 2003
- 『NPOの教育力 生涯学習と市民的公共性』編. 東京大学出版会 2004
- 『地域学習の創造 地域再生への学びを拓く』編. 東京大学出版会 2015
- 『〈食といのち〉をひらく女性たち 戦後史・現代、そして世界』千葉悦子, 宮城道子共編著 農山漁村文化協会 2018
- 『九条俳句訴訟と公民館の自由』安藤聡彦, 長澤成次共編著 エイデル研究所 2018

### 翻訳
- カルラ・ボード『自治体の文化行政 イタリアの新たな挑戦』諏訪羚子共訳 三省堂 1986
- パオロ・フェデリーギ編『国際生涯学習キーワード事典』三輪建二共監訳. 東洋館出版社 2001

## 論文
- <佐藤一子